# ZeptoLab
ZeptoLab est une entreprise de divertissement et de jeux de société, principalement connue pour le développement du jeu Cut the Rope, qui a été téléchargé plus de 400 millions de fois depuis sa publication et peut être joué sur les principales plates-formes, notamment Android, iOS, Windows Phone, HTML5 Internet navigateurs, OS X, Nintendo DSi et Nintendo 3DS.
ZeptoLab a également annoncé l'octroi de licences et de partenariats merchandising pour Cut the rope et son personnage populaire, Om Nom, dont la série d'animation Les Histoires d'Om Nom.

## Histoire
ZeptoLab a été fondée en 2010 par des jumeaux autodidactes, Efim et Semyon Voinov, qui créent des jeux depuis l'âge de dix ans. “Zepto”, est un préfixe utilisé en mathématique signifiant 10-21.
ZeptoLab n'a reçu aucun financement externe pour produire ses jeux. ZeptoLab a également annoncé la licence et la vente des droits commerciaux sur le héros populaire Cut the Rope — Am Nyan. En 2017, le siège social de l’entreprise a été déplacé de Moscou à Barcelone.
En 2019, la société a changé de logo, intégrant une lettre Z. Après le début de l’invasion de la Russie en Ukraine, en mars 2022, le logo a été modifié et une fiole de laboratoire a été réintroduite, étant donné que le symbole Z est utilisé par la Russie pour soutenir la guerre contre l’Ukraine.
En janvier 2025, Nazara Technologies a acheté à Zeptolab les jeux King of Thieves et CATS : Crash Arena Turbo Stars pour 7,7 millions de dollars.

## Liste des jeux sortis
- Cut the Rope (octobre 2010)
- Cut the Rope: Holiday Gift (décembre 2010)
- Cut the Rope: Experiments (août 2011)
- Pudding Monsters (20 décembre 2012)
- Cut the Rope: Voyage dans le Temps (18 avril 2013)
- Cut the Rope 2 (19 décembre 2013 sur iOS / 28 mars 2014 sur Android)
- King of Thieves (12 février 2015 sur l'App Store (iOS) / 26 février 2015 sur l'Amazon Appstore / 5 mars 2015 (Google Play).
- Mon Om Nom (18 décembre 2014 sur iOS / Android (17 août 2015).
- Cut The Rope: Magic (décembre 2015)
- C.A.T.S - Clash Arena Turbo Stars (20 avril 2017)
- Bullet Echo (25 Mai 2020)